# Ascochyta galeopsidis
Ascochyta galeopsidis är en svampart som beskrevs av A.L. Sm. & Ramsb. 1915. Ascochyta galeopsidis ingår i släktet Ascochyta, ordningen Pleosporales, klassen Dothideomycetes, divisionen sporsäcksvampar och riket svampar.   Inga underarter finns listade i Catalogue of Life.